# Nicomia inscripta
Nicomia inscripta är en insektsart som beskrevs av Albertson. Nicomia inscripta ingår i släktet Nicomia och familjen hornstritar.
Artens utbredningsområde är Venezuela. Inga underarter finns listade i Catalogue of Life.